# Hierodula dyaka
Hierodula dyaka är en bönsyrseart som beskrevs av John Obadiah Westwood 1889. Hierodula dyaka ingår i släktet Hierodula och familjen Mantidae. Inga underarter finns listade i Catalogue of Life.